# Česká florbalová extraliga žen 2013/2014
Česká florbalová extraliga žen 2013/2014 byla 20. ročníkem nejvyšší ženské florbalové soutěže v Česku.
Soutěž odehrálo 12 týmů systémem dvakrát každý s každým. Prvních osm týmů postoupilo do play-off. Zbylé čtyři týmy hrály o sestup.
Vítězem ročníku se podruhé stal tým 1. SC WOOW Vítkovice, po porážce týmu Herbadent Praha 11 SJM ve finále. Tím Vítkovice přerušily řadu sedmi titulů týmu Herbadent. Bylo to první finále, které rozhodovaly ženské rozhodčí, a první superfinále, ve kterém poražený tým nebodoval. Vítkovice získaly v tomto ročníku titul i v mužské lize ve finále konaném na stejném místě stejný den. Bylo to teprve podruhé co se jednomu oddílu podařilo získat v jednom roce titul v mužské i ženské lize. Poprvé se to podařilo také Vítkovicím v sezóně 1999/2000.
Vítkovice si vítězstvím zajistily účast na Poháru mistrů, kde získaly první českou ženskou stříbrnou medaili v historii.
V tomto ročníku se poprvé vysílal přímý televizní přenos ze základní části ženské Extraligy. Byl to zároveň i první přímý přenos ze ženské Extraligy po čtyřech letech, od finále sezóny 2008/2009. Živě se vysílalo i finále tohoto ročníku.
Nováčkem v této sezóně byl tým TJ Sokol Královské Vinohrady, který do Extraligy postoupil poprvé, poté, co i do 1. ligy postoupil teprve v předchozím ročníku. Tím byla v této a následujících čtyřech sezónách polovina extraligových týmů z Prahy.
V baráži v předešlé sezoně udržel Extraligu tým FbC COQUÍ Asper Šumperk, později se však pro tento ročník odhlásil z důvodu malého počtu hráček. Jako náhradní tým hrál Extraligu FBC ČPP BONUSIA Ostrava, jako nejlépe umístěný tým 1. ligy, který měl o postup zájem. Ostrava se vrátila do Extraligy po jedné sezóně v nižší lize, poté, co se nepřihlásila do předchozího ročníku Extraligy.
Po baráži tohoto ročníku sestoupil po třech sezónách v Extralize do 1. ligy tým FBŠ AL INVEST Jihlava. Tým byl v následující sezóně nahrazen vítězem 1. ligy, týmem FBK Jičín. Jičín hrál dříve Extraligu již v jedné sezóně 2005/2006.
Anet Jarolímová s 31 body v play-off překonala rekord Ilony Novotné ze sezóny 2003/2004.

## Základní část
| Poř. | Tým                              | Z  | V  | VP | PP | P  | VG  | OG  | B  |
| ---- | -------------------------------- | -- | -- | -- | -- | -- | --- | --- | -- |
| 1.   | Herbadent Praha 11 SJM           | 22 | 18 | 2  | 0  | 2  | 211 | 49  | 58 |
| 2.   | TJ JM Pedro Perez Chodov         | 22 | 17 | 2  | 2  | 1  | 154 | 51  | 57 |
| 3.   | 1. SC WOOW Vítkovice             | 22 | 18 | 0  | 2  | 2  | 167 | 47  | 56 |
| 4.   | FbŠ "pipni.cz" Bohemians         | 22 | 17 | 1  | 0  | 4  | 186 | 63  | 53 |
| 5.   | Crazy girls FBC Liberec          | 22 | 13 | 1  | 0  | 8  | 118 | 95  | 41 |
| 6.   | Elite Praha                      | 22 | 13 | 0  | 0  | 9  | 97  | 99  | 39 |
| 7.   | Tatran Omlux Střešovice          | 22 | 8  | 1  | 2  | 11 | 62  | 129 | 28 |
| 8.   | Eurospolečnosti Sokol Židenice   | 22 | 6  | 2  | 0  | 14 | 56  | 121 | 22 |
| 9.   | TEMPISH FBS Olomouc              | 22 | 4  | 1  | 2  | 15 | 59  | 127 | 16 |
| 10.  | FBC ČPP BONUSIA Ostrava          | 22 | 3  | 0  | 0  | 19 | 58  | 165 | 9  |
| 11.  | TJ X3M Sokol Královské Vinohrady | 22 | 2  | 1  | 1  | 18 | 65  | 195 | 9  |
| 12.  | FBŠ AL INVEST Jihlava            | 22 | 1  | 1  | 3  | 17 | 57  | 149 | 8  |

## Vyřazovací boje
První tři týmy si postupně zvolily soupeře pro čtvrtfinále z druhé čtveřice.
Čtvrtfinále a semifinále se hrály na čtyři vítězné zápasy.

### Pavouk
|  | Čtvrtfinále (na zápasy)        | Čtvrtfinále (na zápasy)  |                          |   | Semifinále (na zápasy) | Semifinále (na zápasy) |  |  | Superfinále (skóre) | Superfinále (skóre) |
|  |                                |                          |                          |   |                        |                        |  |  |                     |                     |
|  |                                |                          |                          |   |                        |                        |  |  |                     |                     |
|  | Herbadent Praha 11 SJM         | 4                        |                          |   |                        |                        |  |  |                     |                     |
|  | Herbadent Praha 11 SJM         | 4                        |                          |   |                        |                        |  |  |                     |                     |
|  | Tatran Omlux Střešovice        | 0                        |                          |   |                        |                        |  |  |                     |                     |
|  | Tatran Omlux Střešovice        | 0                        | Herbadent Praha 11 SJM   | 4 |                        |                        |  |  |                     |                     |
|  |                                |                          | Herbadent Praha 11 SJM   | 4 |                        |                        |  |  |                     |                     |
|  |                                | FbŠ "pipni.cz" Bohemians | 1                        |   |                        |                        |  |  |                     |                     |
|  | FbŠ "pipni.cz" Bohemians       | FbŠ "pipni.cz" Bohemians | 1                        | 4 |                        |                        |  |  |                     |                     |
|  | FbŠ "pipni.cz" Bohemians       |                          |                          | 4 |                        |                        |  |  |                     |                     |
|  | Crazy girls FBC Liberec        | 1                        |                          |   |                        |                        |  |  |                     |                     |
|  | Crazy girls FBC Liberec        | 1                        | Herbadent Praha 11 SJM   | 0 |                        |                        |  |  |                     |                     |
|  |                                |                          | Herbadent Praha 11 SJM   | 0 |                        |                        |  |  |                     |                     |
|  |                                | 1. SC WOOW Vítkovice     | 5                        |   |                        |                        |  |  |                     |                     |
|  | TJ JM Pedro Perez Chodov       | 1. SC WOOW Vítkovice     | 5                        | 4 |                        |                        |  |  |                     |                     |
|  | TJ JM Pedro Perez Chodov       |                          |                          | 4 |                        |                        |  |  |                     |                     |
|  | Eurospolečnosti Sokol Židenice | 0                        |                          |   |                        |                        |  |  |                     |                     |
|  | Eurospolečnosti Sokol Židenice | 0                        | TJ JM Pedro Perez Chodov | 2 |                        |                        |  |  |                     |                     |
|  |                                |                          | TJ JM Pedro Perez Chodov | 2 |                        |                        |  |  |                     |                     |
|  |                                | 1. SC WOOW Vítkovice     | 4                        |   |                        |                        |  |  |                     |                     |
|  | 1. SC WOOW Vítkovice           | 1. SC WOOW Vítkovice     | 4                        | 4 |                        |                        |  |  |                     |                     |
|  | 1. SC WOOW Vítkovice           |                          |                          | 4 |                        |                        |  |  |                     |                     |
|  | Elite Praha                    | 0                        |                          |   |                        |                        |  |  |                     |                     |
|  | Elite Praha                    | 0                        |                          |   |                        |                        |  |  |                     |                     |

### Čtvrtfinále
Herbadent Praha 11 SJM – Tatran Omlux Střešovice 4 : 0 na zápasy – Zpráva
- 1. 3. 2014 16:00, Herbadent – Tatran 18 : 21 (4:0, 8:1, 6:1)
- 2. 3. 2014 18:00, Herbadent – Tatran 12 : 11 (4:0, 4:0, 4:1)
- 8. 3. 2014 17:00, Tatran – Herbadent 10 : 11 (0:5, 0:5, 0:1)
- 9. 3. 2014 15:00, Tatran – Herbadent 10 : 10 (0:0, 0:7, 0:3)

TJ JM Pedro Perez Chodov – Eurospolečnosti Sokol Židenice 4 : 0 na zápasy – Zpráva
- 1. 3. 2014 13:00, Chodov – Židenice 10 : 11 (4:0, 6:1, 0:0)
- 2. 3. 2014 12:00, Chodov – Židenice 13 : 21 (2:1, 0:1, 1:0)
- 8. 3. 2014 17:30, Židenice – Chodov 11 : 41 (0:2, 0:2, 1:0)
- 9. 3. 2014 14:00, Židenice – Chodov 10 : 10 (0:4, 0:3, 0:3)

1. SC WOOW Vítkovice – Elite Praha 4 : 0 na zápasy – Zpráva
- 1. 3. 2014 14:15, Vítkovice – Elite 5 : 2 (1:0, 1:0, 3:2)
- 2. 3. 2014 14:15, Vítkovice – Elite 5 : 1 (2:0, 0:1, 3:0)
- 8. 3. 2014 19:00, Elite – Vítkovice 4 : 6 (2:2, 1:2, 1:2)
- 9. 3. 2014 17:00, Elite – Vítkovice 2 : 7 (0:3, 1:1, 1:3)

FbŠ "pipni.cz" Bohemians – Crazy girls FBC Liberec 4 : 1 na zápasy – Zpráva
- 01. 3. 2014 20:30, Bohemians – Liberec 8 : 4 (3:2, 2:2, 3:0)
- 12. 3. 2014 20:00, Bohemians – Liberec 2 : 6 (0:2, 1:2, 1:2)
- 17. 3. 2014 20:00, Liberec – Bohemians 2 : 3 (1:2, 0:1, 1:0)
- 19. 3. 2014 13:30, Liberec – Bohemians 4 : 8 (3:2, 1:5, 0:1)
- 12. 3. 2014 20:00, Bohemians – Liberec 4 : 3 prodl. (1:0, 1:0, 1:3, 1:0)

### Semifinále
Herbadent Praha 11 SJM – FbŠ "pipni.cz" Bohemians 4 : 1 na zápasy – Zpráva
- 22. 3. 2014 14:00, Herbadent – Bohemians 6 : 8 (3:2, 2:4, 1:2)
- 23. 3. 2014 16:30, Herbadent – Bohemians 4 : 3 (1:0, 1:2, 2:1)
- 28. 3. 2014 20:00, Bohemians – Herbadent 1 : 7 (0:1, 1:1, 0:5)
- 30. 3. 2014 17:30, Bohemians – Herbadent 1 : 6 (1:1, 0:3, 0:2)
- 01. 4. 2014 19:00, Herbadent – Bohemians 6 : 5 prodl. (1:0, 3:1, 1:4, 1:0)

TJ JM Pedro Perez Chodov – 1. SC WOOW Vítkovice 2 : 4 na zápasy – Zpráva
- 22. 3. 2014 17:30, Chodov – Vítkovice 4 : 5 (1:2, 1:2, 2:1)
- 23. 3. 2014 13:00, Chodov – Vítkovice 7 : 5 (3:1, 1:1, 3:3)
- 29. 3. 2014 14:15, Vítkovice – Chodov 1 : 4 (0:1, 0:1, 1:2)
- 30. 3. 2014 16:40, Vítkovice – Chodov 5 : 4 (2:1, 1:2, 2:1)
- 02. 4. 2014 18:30, Chodov – Vítkovice 2 : 4 (0:2, 1:1, 1:1)
- 05. 4. 2014 18:30, Vítkovice – Chodov 6 : 2 (1:2, 2:0, 3:0)

### Superfinále
O mistru Extraligy rozhodl jeden zápas tzv. superfinále 13. dubna 2014 v O2 areně v Praze. Zápas sledovalo 6 413 diváků.
- 13. 4. 2014 13.00, Herbadent Praha 11 SJM – 1. SC WOOW Vítkovice 0 : 5 (0:1, 0:1, 0:3)[2][26] – Zpráva

## Boje o udržení
Hrály 9. s 12. a 10. s 11. po základní části. Vítězové z 1. části zůstali v Extralize, poražení hráli baráž.

### 1. část
TEMPISH FBS Olomouc – FBŠ AL INVEST Jihlava 3 : 2 na zápasy – Zpráva
- 15. 3. 2014 17:00, Olomouc – Jihlava 6 : 5 ts (1:2, 3:1, 1:2, 0:0)
- 16. 3. 2014 17:00, Olomouc – Jihlava 2 : 3 (1:1, 1:1, 0:1)
- 22. 3. 2014 18:30, Jihlava – Olomouc 5 : 4 (0:1, 3:0, 2:3)
- 23. 3. 2014 14:00, Jihlava – Olomouc 1 : 2 (0:1, 1:1, 0:0)
- 29. 3. 2014 14:00, Olomouc – Jihlava 4 : 1 (1:0, 2:0, 1:1)

FBC ČPP BONUSIA Ostrava – TJ X3M Sokol Královské Vinohrady 1 : 3 na zápasy – Zpráva
- 15. 3. 2014 20:00, Ostrava – Vinohrady 0 : 2 (0:1, 0:1, 0:0)
- 16. 3. 2014 13:00, Ostrava – Vinohrady 3 : 4 prodl. (0:1, 1:2, 2:0, 0:1)
- 22. 3. 2014 14:15, Vinohrady – Ostrava 4 : 5 prodl. (3:1, 0:0, 1:3, 0:1)
- 23. 3. 2014 14:00, Vinohrady – Ostrava 4 : 3 ts (1:2, 1:0, 1:1, 0:0)

### Baráž
Baráž hráli poražení z 1. kola play-down, poražený finále 1. ligy a vítěz zápasu o 3. místo. Hrála se ve dnech 26. a 27. dubna 2014 v Ostravě, systémem každý s každým. Vítěz skupiny hrál v další sezóně Extraligu.
| Poř. | Tým                            | Z | V | VP | PP | P | VG | OG | B |
| ---- | ------------------------------ | - | - | -- | -- | - | -- | -- | - |
| 1.   | FBC ČPP BONUSIA Ostrava        | 3 | 3 | 0  | 0  | 0 | 30 | 11 | 9 |
| 2.   | FBŠ AL INVEST Jihlava          | 3 | 2 | 0  | 0  | 1 | 17 | 10 | 6 |
| 3.   | itelligence Bulldogs Brno      | 3 | 1 | 0  | 0  | 2 | 17 | 16 | 3 |
| 4.   | PRAMOS Šitbořice FbC Aligators | 3 | 0 | 0  | 0  | 3 | 8  | 35 | 0 |

## Konečné pořadí
| Pořadí           | Tým                              |
| ---------------- | -------------------------------- |
| Zlatá medaile    | 1. SC WOOW Vítkovice             |
| Stříbrná medaile | Herbadent Praha 11 SJM           |
| Bronzová medaile | TJ JM Pedro Perez Chodov         |
| 4.               | FbŠ "pipni.cz" Bohemians         |
| 5.               | Crazy girls FBC Liberec          |
| 6.               | Elite Praha                      |
| 7.               | Tatran Omlux Střešovice          |
| 8.               | Eurospolečnosti Sokol Židenice   |
| 9.               | TEMPISH FBS Olomouc              |
| 10.              | TJ X3M Sokol Královské Vinohrady |
| 11.              | FBC ČPP BONUSIA Ostrava          |
| 12.              | FBŠ AL INVEST Jihlava            |

## Nejužitečnější hráčky
Nejužitečnějšími hráčkami Extraligy byly zvoleny:
1. Anet Jarolímová (Herbadent Praha 11 SJM)
2. Gabriela Žůrková (TJ JM Pedro Perez Chodov)
3. Eliška Krupnová (Herbadent Praha 11 SJM)